# Epidendrum dichotomum
Epidendrum dichotomum är en orkidéart som beskrevs av Karel Presl. Epidendrum dichotomum ingår i släktet Epidendrum och familjen orkidéer.
Artens utbredningsområde är Venezuela. Inga underarter finns listade i Catalogue of Life.